# Ludmilla Jordanova
Ludmilla J. Jordanova, född den 10 oktober 1949, är historiker, verksam vid School of World Art Studies and Museology vid University of East Anglia och med ett förflutet i Oxford, Cambridge och andra universitet i Storbritannien. 

## Vetenskapen och kvinnan
Ludmilla Jordanova har en bakgrund som medicin- och vetenskapshistoriker, men också som konsthistoriker, och hon arbetar ofta med genusperspektiv. Till hennes mest kända böcker hör Sexual Visions: Images of Gender in Science and Medicine between the Enlightenment and Twentieth Centuries (1989). Hon har också skrivit en bok om Lamarck (1984) och en bok om vetenskapen i porträttkonsten. Jordanovas forskning kretsar kring bildens betydelser och om bilden som bärare och förmedlare av värderingar om vetenskap, medicin och genus. I denna visuella kultur har också det nationella en viktig plats. 

## Nationalismforskning
I sin forskning om nationalism och vetenskap gör Jordanova en jämförelse med Benedict Andersons idé om föreställda gemenskaper. Anderson menar att en nation utgör en gemenskap vars medlemmar aldrig kan mötas personligen och som därför måste vara föreställd. På samma sätt, menar Jordanova, är de vetenskapliga och medicinska gemenskaperna föreställda. De bygger på en gammal idé om gemenskap och på ett osynlig förbund reglerat av vissa ideal och värderingar. De förmedlades via tidskrifter och organisationer, och de skapade sina egna minnen och traditioner. I etableringen av gemenskapens minnen och sociala status spelade det visuella en stor roll. Vid sidan av biografier och åminnelsetal i akademierna framhölls vetenskapsmännens bedrifter genom bildmässigt anslående porträtt eller genom statyer och medaljer.
Jordanova visar hur relationen mellan nationsidén och vetenskapens ikonografi har utvecklats successivt sedan 1600-talet. Ett slående exempel på hur vetenskapen kom att förknippas med nationell ära är de hyllningar som till exempel riktades till Isaac Newton, först under hans livstid och med växande styrka under det följande 1700-talet. (En svensk motsvarighet är Carl von Linné.) Ett annat exempel är det stigande antalet naturforskare som under 1700- och 1800-talen bereddes plats i Westminster Abbey, där den engelska nationens förnämsta hjältar ligger begravda. Vetenskapliga institutioner fick beteckningen "kunglig" (Royal), vilket gav dem en nationell roll. Vetenskapen blev också en del av den nationella administrationen genom statistik och ekonomi. Den vetenskapliga "upptäckten" nationaliserades. Vetenskapliga upptäckter blev ett konkurrensmedel i kampen mellan nationerna, och bakom upptäckten stod nationens tillgång till geni, esprit eller innovationsförmåga, egenskaper som dess bättre också gick att retoriskt förena med mänsklighetens bästa när upptäckten materialiserades till nyttiga produkter. (I Sverige kommer man nära denna slags nationalism med begreppet "den svenska snilleindustrin".) När man i konst och minnesmärken uppmärksammade vetenskapsmannen och hans porträtt var det därmed inte bara nationella hjältar som ställdes fram, utan samtidigt dem som uppfattades som mänsklighetens sanna välgörare.